# الحريضة
الحريضة أحد مراكز محافظة رجال ألمع، تقع في جنوب غرب المحافظة على مسافة 120 كيلاً. يقطنها 10477 نسمة.

## الموقع
يعد المركز الأول من مراكز منطقة عسير العابر عبر الطريق الدولي الساحلي رابطًا بين منطقتي جازان ومكة المكرمة مرورًا بعسير. والحريضة هي الواجهة البحرية في ساحل منطقة عسير على البحر الأحمر.

## الوجهات الساحلية في الحريضة
توجد ثلاث وجهات ساحلية منها:
- (المعجز): يعد كورنيش الحريضة وشاطئها البكر ، وهو من أهم المواقع في الحريضة والمنطقة ويمتاز برماله البيضاء الممتدة ونظافة سواحله، ويقع عليه مشروع الواجهة البحرية لمنطقة عسير.
- (خور الحريضة) أو ما يعرف بـ (طعنة علي) ويحيط به من الجهة الغربية أشجار كثيفة من أشجار الشورى ويمر به وادي "أم لصب"، ويقع بالقرب منه موقع مشروع استزراع الربيان.
- (شاطئ الرقبة) الذي يتميز شاطئه بملاحظة ظاهرة المد والجزر عبر رماله البيضاء المستوية.[2]